# 莫曉尼
50°42′5″N 26°44′20″E / 50.70139°N 26.73889°E
莫曉尼（烏克蘭語：Мощони），是烏克蘭西北部的村莊，隸屬里夫內州的里夫內區。該村始建於1570年，面積0.65平方公里，海拔高度211米，2001年人口151，人口密度每平方公里233.8人。